# Pachyotominae
Pachyotominae zijn een onderfamilie van springstaarten uit de familie Isotomidae. De onderfamilie telt 28 beschreven soorten.

## Taxonomie
- Coloburella (8 soorten)
- Jestella (2 soorten)
- Pachyotoma (16 soorten)
- Paranurophorus (1 soort)
- Propachyotoma (1 soort)